# Filmografia de Robert Downey Jr.

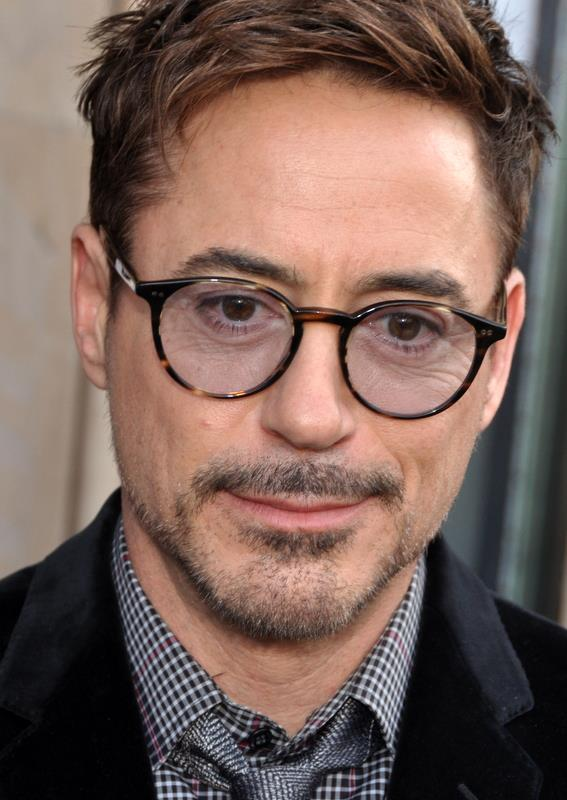
Robert Downey Jr. na première parisiense de Iron Man 3, em 2013.

Robert Downey Jr. é um ator americano que já atuou em vários filmes e séries de televisão. Downey fez sua estreia como ator em Pound, de 1970, dirigido por seu pai, Robert Downey Sr., aos cinco anos de idade. Na década de 1980, Downey foi considerado membro do Brat Pack depois de aparecer nos filmes Weird Science com Anthony Michael Hall (1985), Back to School com Rodney Dangerfield (1986), Less than Zero com Andrew McCarthy (1987) e Johnny Be Good novamente com Hall (1988). Downey também estrelou os filmes True Believer (1989) e Chances Are (1989), e foi membro regular do elenco do programa de variedades noturno Saturday Night Live em 1985.
Na década de 1990, Downey apareceu nos filmes Air America com Mel Gibson (1990), Soapdish com Sally Field (1991), Chaplin como Charlie Chaplin (1992), Heart and Souls com Alfre Woodard e Kyra Sedgwick (1993), Short Cuts com Julianne Moore (1993), Only You com Marisa Tomei (1994), Richard III com Ian McKellen (1995) e US Marshals com Tommy Lee Jones (1998). Seu papel em Chaplin lhe rendeu uma indicação ao Oscar de Melhor Ator e um prêmio BAFTA de Melhor Ator Principal.
Downey teve um papel regular na série de televisão Ally McBeal em 2000, que lhe rendeu um Globo de Ouro de Melhor Ator Coadjuvante. Ele foi então escalado para os filmes de 2003 The Singing Detective ao lado de Robin Wright e Gothika com Halle Berry. Em 2005, estrelou Kiss Kiss Bang Bang com Val Kilmer; em Good Night, and Good Luck. com David Strathairn e George Clooney; e dublou o personagem Patrick Pewterschmidt na série animada Family Guy. No ano seguinte, ele apareceu no filme animado de ficção científica A Scanner Darkly e como Paul Avery no filme Zodiac de 2007.
Downey foi escalado para o papel de Tony Stark/Homem de Ferro no filme Iron Man de 2008 da Marvel Studios. Ele reprisou o papel em Iron Man 2 (2010), The Avengers (2012), Iron Man 3, Avengers: Age of Ultron (2015), Captain America: Civil War (2016), Spider-Man: Homecoming (2017), Avengers: Infinity War (2018) e Avengers: Endgame (2019). Ele também estrelou os filmes Tropic Thunder (2008) e The Soloist (2009), e interpretou o personagem-título em Sherlock Holmes (2009) e Sherlock Holmes: A Game of Shadows (2011). Em 2020, ele estrelou como personagem-título em Dolittle. Por seu papel em Tropic Thunder, ele foi indicado ao Oscar e ao BAFTA de Melhor Ator Coadjuvante. Ele também ganhou um Globo de Ouro de Melhor Ator por seu papel em Sherlock Holmes.

## Filme

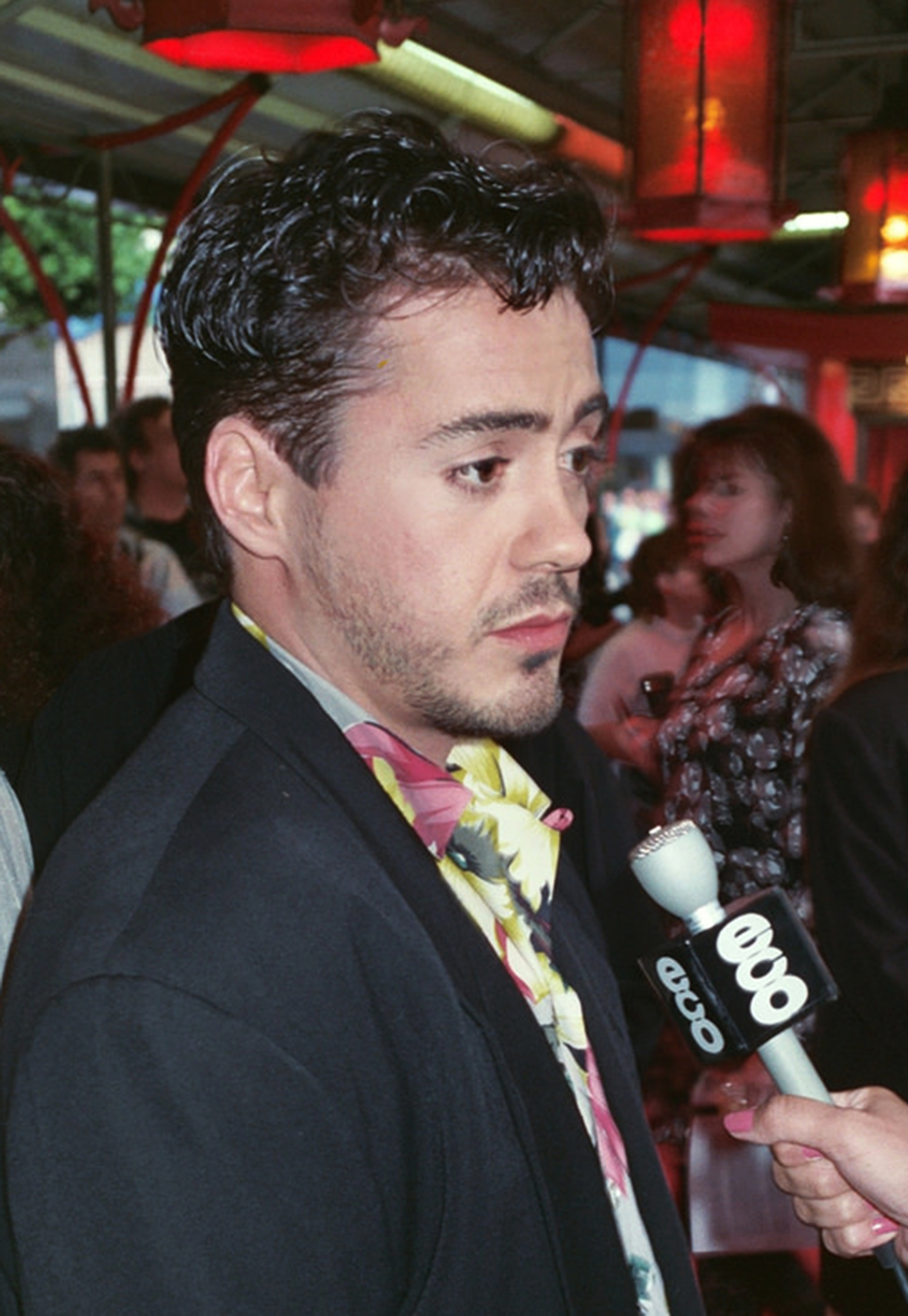
Na estreia de Air America, 1990

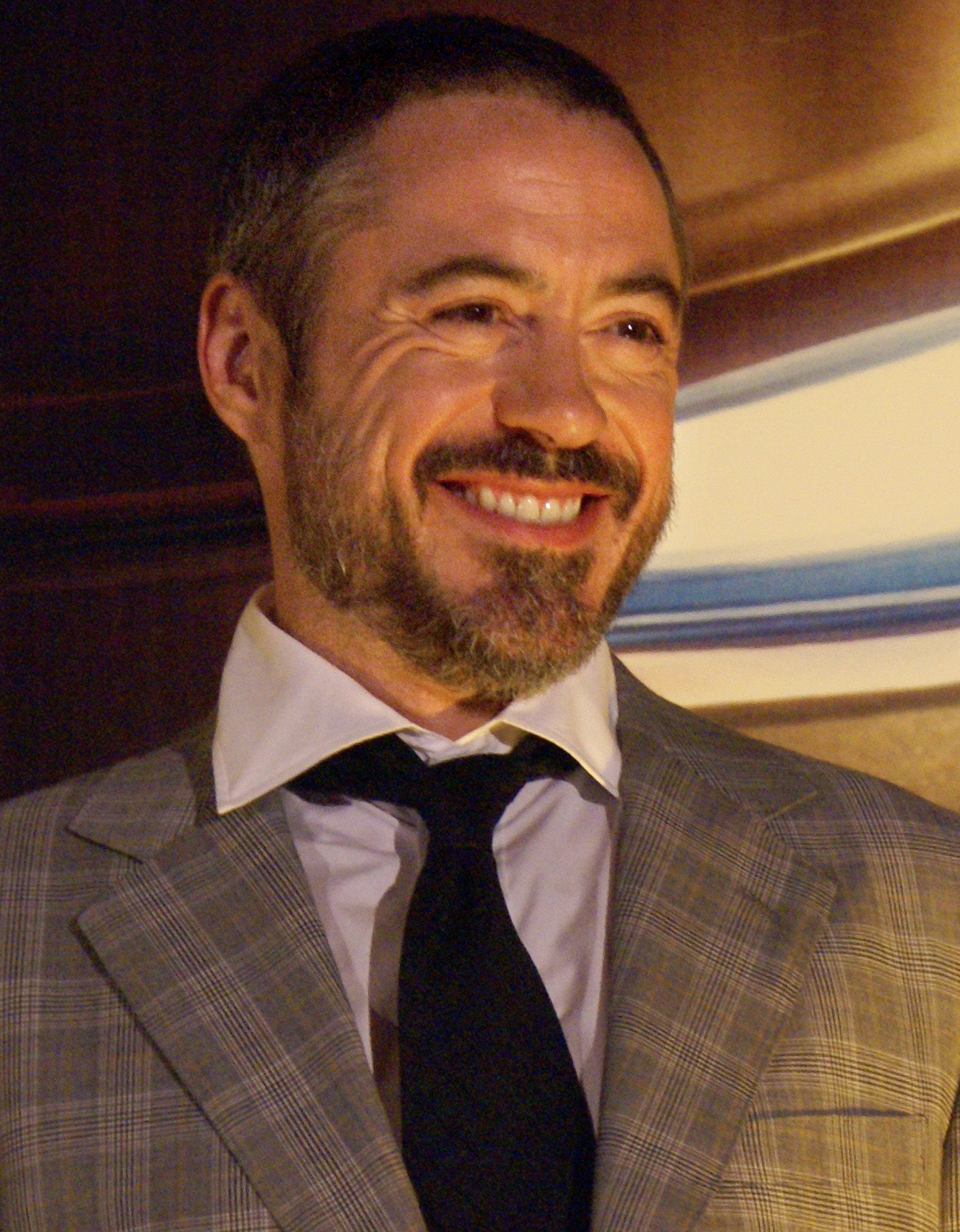
Promovendo o filme Iron Man na Cidade do México, 2008

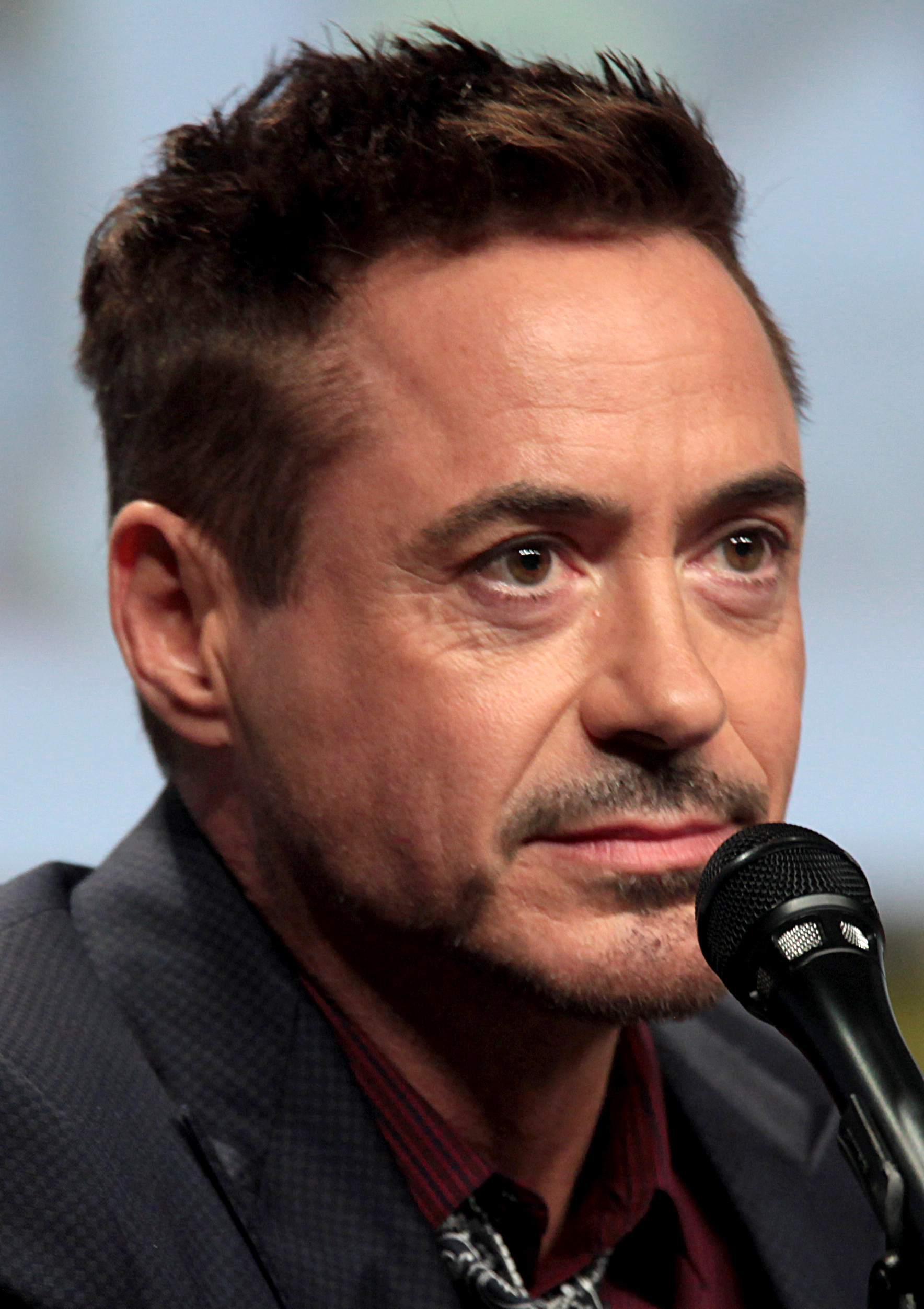
Na Comic-Con International de San Diego 2014

| Ano  | Título                                       | Papel                            | Notas                                   | Ref.   |
| ---- | -------------------------------------------- | -------------------------------- | --------------------------------------- | ------ |
| 1970 | Pound                                        | Puppy                            |                                         | [ 5 ]  |
| 1972 | Greaser's Palace                             | Garotinho em carroça coberta     | Não creditado                           | [ 6 ]  |
| 1975 | Two Tons of Turquoise to Taos Tonight        | Ele mesmo                        | Não creditado                           | [ 7 ]  |
| 1980 | Up the Academy                               | Garoto no time de futebol        | Não creditado                           | [ 8 ]  |
| 1983 | Baby It's You                                | Stewart                          |                                         | [ 5 ]  |
| 1984 | Firstborn                                    | Lee                              |                                         | [ 9 ]  |
| 1985 | Tuff Turf                                    | Jimmy Parker                     |                                         | [ 10 ] |
| 1985 | Girls Just Want to Have Fun                  | Punk Party Crasher               | Não creditado                           | [ 11 ] |
| 1985 | Weird Science                                | Ian                              |                                         | [ 12 ] |
| 1985 | Deadwait                                     | nenhum                           | Curta-metragem                          | [ 13 ] |
| 1986 | Back to School                               | Derek Lutz                       |                                         | [ 12 ] |
| 1987 | The Pick-up Artist                           | Jack Jericho                     |                                         | [ 12 ] |
| 1987 | Less than Zero                               | Julian Wells                     |                                         | [ 9 ]  |
| 1988 | Johnny Be Good                               | Leo Wiggins                      |                                         | [ 12 ] |
| 1988 | Rented Lips                                  | Wolf Dangler                     |                                         | [ 12 ] |
| 1988 | 1969                                         | Ralph Karr                       |                                         | [ 12 ] |
| 1988 | That's Adequate                              | Albert Einstein                  |                                         | [ 14 ] |
| 1989 | True Believer                                | Roger Baron                      |                                         | [ 12 ] |
| 1989 | Chances Are                                  | Alex Finch / Louie Jefferies     |                                         | [ 15 ] |
| 1990 | Air America                                  | Billy Covington                  |                                         | [ 16 ] |
| 1991 | Too Much Sun                                 | Reed Richmond                    |                                         | [ 17 ] |
| 1991 | Soapdish                                     | David Seton Barnes               |                                         | [ 18 ] |
| 1992 | Chaplin                                      | Charlie Chaplin                  |                                         | [ 19 ] |
| 1993 | Heart and Souls                              | Thomas Reilly                    |                                         | [ 20 ] |
| 1993 | The Last Party                               | Ele mesmo                        | Documentário; também escritor           | [ 21 ] |
| 1993 | Short Cuts                                   | Bill Bush                        |                                         | [ 22 ] |
| 1994 | Hail Caesar                                  | Jerry                            |                                         | [ 23 ] |
| 1994 | Natural Born Killers                         | Wayne Gale                       |                                         | [ 24 ] |
| 1994 | Only You                                     | Peter Wright                     |                                         | [ 25 ] |
| 1995 | Richard III                                  | Earl Rivers                      |                                         | [ 26 ] |
| 1995 | Home for the Holidays                        | Tommy Larson                     |                                         | [ 27 ] |
| 1995 | Restoration                                  | Robert Merivel                   |                                         | [ 28 ] |
| 1996 | Danger Zone                                  | Jim Scott                        |                                         | [ 29 ] |
| 1997 | One Night Stand                              | Charlie                          |                                         | [ 30 ] |
| 1997 | Two Girls and a Guy                          | Blake Allen                      |                                         | [ 31 ] |
| 1997 | Hugo Pool                                    | Franz Mazur                      |                                         | [ 32 ] |
| 1998 | The Gingerbread Man                          | Clyde Pell                       |                                         | [ 33 ] |
| 1998 | U.S. Marshals                                | Agente especial John Royce       |                                         | [ 16 ] |
| 1999 | In Dreams                                    | Vivian Thompson                  |                                         | [ 34 ] |
| 1999 | Friends & Lovers                             | Hans                             |                                         | [ 35 ] |
| 1999 | Bowfinger                                    | Jerry Renfro                     |                                         | [ 36 ] |
| 1999 | Black and White                              | Terry Donager                    |                                         | [ 37 ] |
| 2000 | Wonder Boys                                  | Terry Crabtree                   |                                         | [ 38 ] |
| 2002 | Lethargy                                     | Animal therapist                 | curta metragem                          | [ 39 ] |
| 2003 | Whatever We Do                               | Bobby                            | curta metragem                          | [ 40 ] |
| 2003 | The Singing Detective                        | Dan Dark                         |                                         | [ 9 ]  |
| 2003 | Charlie: The Life and Art of Charles Chaplin | Ele mesmo                        | Documentário                            | [ 41 ] |
| 2003 | Gothika                                      | Pete Graham                      |                                         | [ 42 ] |
| 2004 | Eros                                         | Nick Penrose                     | Segmento: "Equilibrium"                 | [ 43 ] |
| 2005 | Game 6                                       | Steven Schwimmer                 |                                         | [ 44 ] |
| 2005 | Kiss Kiss Bang Bang                          | Harry Lockhart                   |                                         | [ 16 ] |
| 2005 | The Outsider                                 | Ele mesmo                        | Documentário                            | [ 45 ] |
| 2005 | Good Night, and Good Luck                    | Joseph Wershba                   |                                         | [ 46 ] |
| 2005 | Hubert Selby Jr.: It/ll Be Better Tomorrow   | Narrador                         | Documentário                            | [ 47 ] |
| 2006 | A Guide to Recognizing Your Saints           | Dito Montiel                     | Também co-produtor                      | [ 48 ] |
| 2006 | The Shaggy Dog                               | Dr. Kozak                        |                                         | [ 49 ] |
| 2006 | A Scanner Darkly                             | James Barris                     |                                         | [ 50 ] |
| 2006 | Fur: An Imaginary Portrait of Diane Arbus    | Lionel Sweeney                   |                                         | [ 51 ] |
| 2007 | Zodiac                                       | Paul Avery                       |                                         | [ 52 ] |
| 2007 | Lucky You                                    | Telephone Jack                   | Cameo                                   | [ 33 ] |
| 2007 | Charlie Bartlett                             | Principal Nathan Gardner         |                                         | [ 53 ] |
| 2008 | Iron Man                                     | Tony Stark / Iron Man            |                                         | [ 54 ] |
| 2008 | The Incredible Hulk                          | Tony Stark / Iron Man            | Cameo sem créditos no meio dos créditos | [ 55 ] |
| 2008 | Tropic Thunder                               | Kirk Lazarus                     |                                         | [ 16 ] |
| 2009 | The Soloist                                  | Steve Lopez                      |                                         | [ 56 ] |
| 2009 | Sherlock Holmes                              | Sherlock Holmes                  |                                         | [ 16 ] |
| 2010 | Iron Man 2                                   | Tony Stark / Iron Man            |                                         | [ 57 ] |
| 2010 | Love & Distrust                              | Rob                              | Segmento: "Auto Motives"                | [ 58 ] |
| 2010 | Due Date                                     | Peter Highman                    |                                         | [ 59 ] |
| 2011 | Sherlock Holmes: A Game of Shadows           | Sherlock Holmes                  |                                         | [ 60 ] |
| 2012 | The Avengers                                 | Tony Stark / Iron Man            |                                         | [ 61 ] |
| 2013 | Iron Man 3                                   | Tony Stark / Iron Man            |                                         | [ 62 ] |
| 2014 | The Judge                                    | Hank Palmer                      | Também produto executivo                | [ 16 ] |
| 2014 | Chef                                         | Marvin                           |                                         | [ 63 ] |
| 2015 | Avengers: Age of Ultron                      | Tony Stark / Iron Man            |                                         | [ 62 ] |
| 2016 | Captain America: Civil War                   | Tony Stark / Iron Man            |                                         | [ 64 ] |
| 2017 | Spider-Man: Homecoming                       | Tony Stark / Iron Man            |                                         | [ 65 ] |
| 2018 | Avengers: Infinity War                       | Tony Stark / Iron Man            |                                         | [ 62 ] |
| 2019 | Avengers: Endgame                            | Tony Stark / Iron Man            |                                         | [ 66 ] |
| 2020 | Dolittle                                     | Dr. John Dolittle                | Também produtor executivo               | [ 67 ] |
| 2022 | Sr.                                          | Ele mesmo                        | Documentário; também produtor           | [ 68 ] |
| 2023 | Oppenheimer                                  | Lewis Strauss                    |                                         | [ 69 ] |
| 2024 | The Fantastic Four: First Steps              | Victor Von Doom / Doutor Destino | Cena pós-créditos                       | [ 70 ] |
| 2026 | Avengers: Doomsday                           | Victor Von Doom / Doutor Destino | Em desenvolvimento                      | [ 71 ] |
| 2027 | Avengers: Secret Wars                        | Victor Von Doom / Doutor Destino | Em desenvolvimento                      | [ 71 ] |

## Televisão
| Ano           | Título                        | Papel                           | Notas                                      | Ref.   |
| ------------- | ----------------------------- | ------------------------------- | ------------------------------------------ | ------ |
| 1985–1986     | Saturday Night Live           | Vários personagens              | 16 episódios                               | [ 12 ] |
| 1985          | Mussolini: The Untold Story   | Bruno Mussolini                 | 3 episódios                                | [ 72 ] |
| 1985          | Mr. Willowby's Christmas Tree | Mr. Willowby                    | Especial de televisão                      | [ 73 ] |
| 1996          | Saturday Night Live           | Ele mesmo (anfitrião)           | Episódio: "Robert Downey, Jr./Fiona Apple" | [ 74 ] |
| 2000–2002     | Ally McBeal                   | Larry Paul                      | 21 episódios                               | [ 75 ] |
| 2005          | Family Guy                    | Patrick Pewterschmidt (voz)     | Episódio: "The Fat Guy Strangler"          | [ 76 ] |
| 2019          | The Age of A.I.               | Ele mesmo (anfitrião)           | 8 episódios; também co-produtor executivo  | [ 77 ] |
| 2020          | The Ellen DeGeneres Show      | Ele mesmo (anfitrião convidado) | 1 episode                                  | [ 78 ] |
| 2020–2023     | Perry Mason                   | Nenhum                          | Produtor executivo                         | [ 79 ] |
| 2021–presente | Sweet Tooth                   | Nenhum                          | Produtor executivo                         | [ 80 ] |
| 2024          | The Sympathizer               | TBA                             | Recorrente; também co-produtor executivo   | [ 81 ] |

## Vídeo game
| Ano  | Título   | Papel                       | Notas                                               | Ref.   |
| ---- | -------- | --------------------------- | --------------------------------------------------- | ------ |
| 2008 | Iron Man | Tony Stark / Homem de Ferro | Diálogo do Homem de Ferro feito por Stephen Stanton | [ 82 ] |

## Videoclipe
| Ano  | Título      | Artista    | Ref.   |
| ---- | ----------- | ---------- | ------ |
| 2001 | I Want Love | Elton John | [ 83 ] |